# 蒋庆群
蒋庆群（1970年10月—），河南省驻马店市正阳县人，汉族，中国共产党党员。中國人民解放軍戰略支援部隊酒泉卫星发射中心一级军士长、酒泉卫星发射中心发电厂锅炉检修技师。中华人民共和国政治人物、第十三届全国人民代表大会解放军和武警部队代表。

## 生平
蒋庆群生于驻马店市。根据相关报道倒推，他大约在1989年、19岁时入伍。新兵训练结束后，成为军队发电厂的锅炉兵。他所服役的发电厂即属酒泉卫星发射中心。2018年时，已是一级军士长的蒋庆群被选为解放军和武警部队出席第十三届全国人民代表大会代表。
2022年兩會期間，他成為解放軍及武警部隊代表團現場發言代表當中唯一士官代表，他並與中共中央軍委主席習近平展開談話。事後他向記者表示習主席對官兵無微不至的照顧堅定他們繼續當兵的決心。另外兩會結束後他向其袍澤宣揚兩會精神。